# Alex Davison

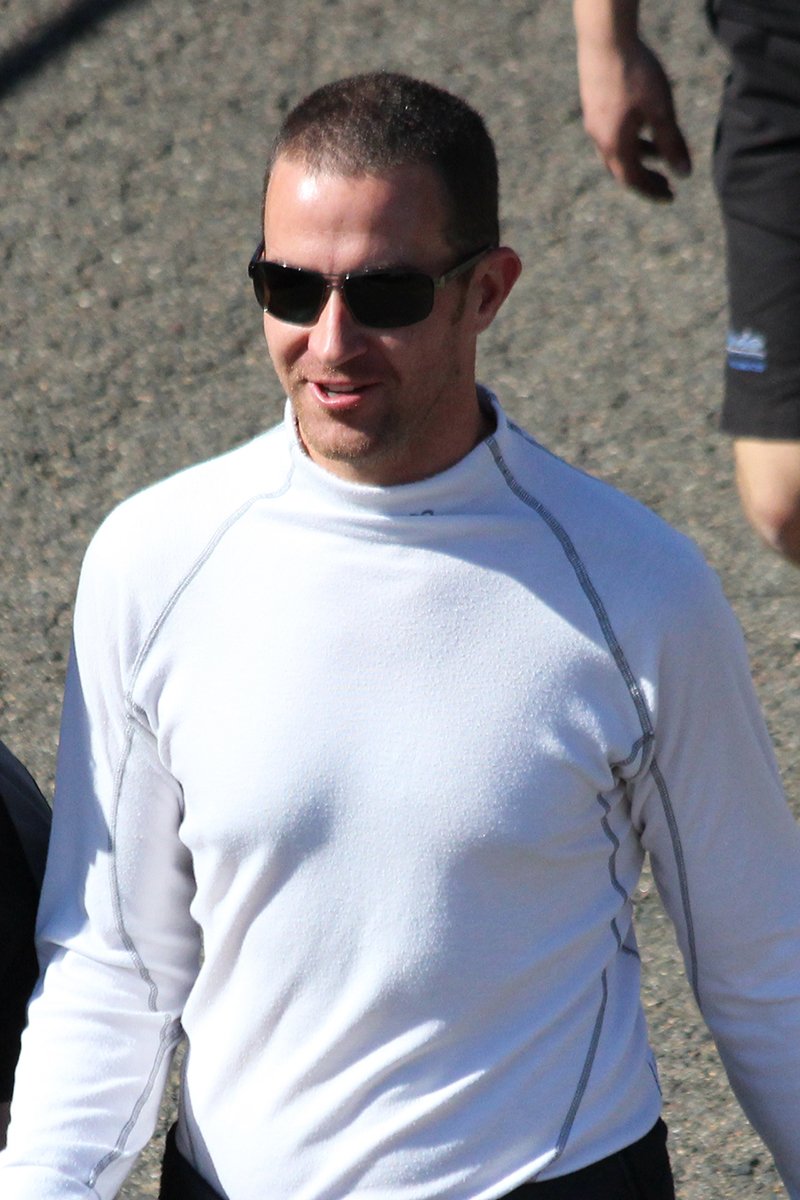
Alex Davison 2016

Alexander „Alex“ Davison (* 3. November 1979 in Melbourne) ist ein australischer Autorennfahrer.

## Familie
Alex Davison entstammt einer Familie von Motorsportlern. Seine Großeltern Lex und Diana Davison waren in den 1950er- und 1960er-Jahren in Australien ein bekanntes Motorsport-Ehepaar. Lex Davison, der mehrmals den Großen Preis von Australien gewann und 1961 am 24-Stunden-Rennen von Le Mans teilnahm, starb im Februar 1965 bei einem Rennunfall auf dem Sandown International Motor Raceway. Diana Davison war nach dem Tod ihres Mannes in zweiter Ehe mit dem Flieger und Rennfahrer Tony Gaze verheiratet.
Er ist der ältere Bruder von Will Davison und der Cousin von James Davison.

## Karriere als Rennfahrer
Nach Anfängen im Kartsport begann die Monopostokarriere von Davison 1998 in der Formel Ford. 1999 wurde er hinter Greg Ritter und Steve Owen dritter in der australischen Meisterschaft. Nachdem er in seinem Heimatland kein Cockpit in einer Monopostoserie gefunden hatte, kam er 2000 nach Deutschland und nahm ein Engagement bei Manthey-Racing an. Für das Rennteam aus Meuspath bestritt er Rennen im Porsche Carrera Cup Deutschland sowie dem Porsche Supercup. 2002 wurde er Sechster im Supercup (Meister Stéphane Ortelli) und gewann dabei den Meisterschaftslauf im Rahmen des Großen Preises der USA. Den Carrera Cup Deutschland dieses Jahres (Meister Marc Lieb) beendete er als achter. Nach seiner Rückkehr nach Australien gewann er 2004 den heimischen Carrera-Cup.
Ab 2008 fuhr er internationale GT- und Sportwagenrennen. Neben Engagements in der European- und American Le Mans Series wurde er zum regelmäßigen Starter in der V8-Supercars-Series. 10 Jahre nach seinem Debüt gab er 2018 sein Comeback beim 24-Stunden-Rennen von Le Mans. Als Partner von Ben Barker und Mike Wainwright wurde er im Gulf-Racing-Porsche 911 RSR 41. der Gesamtwertung.

## Statistik

### Le-Mans-Ergebnisse
| Jahr | Team                   | Fahrzeug            | Teamkollege             | Teamkollege     | Platzierung | Ausfallgrund |
| ---- | ---------------------- | ------------------- | ----------------------- | --------------- | ----------- | ------------ |
| 2008 | Team Felbermayr-Proton | Porsche 997 GT3-RSR | Horst Felbermayr senior | Wolf Henzler    | Rang 27     |              |
| 2018 | Gulf Racing            | Porsche 911 RSR     | Ben Barker              | Mike Wainwright | Rang 40     |              |

### Sebring-Ergebnisse
| Jahr | Team                         | Fahrzeug            | Teamkollege | Teamkollege | Platzierung | Ausfallgrund |
| ---- | ---------------------------- | ------------------- | ----------- | ----------- | ----------- | ------------ |
| 2008 | Flying Lizard Motorsports 44 | Porsche 997 GT3 RSR | Seth Neiman | Darren Law  | Rang 13     |              |

### Einzelergebnisse in der FIA-Langstrecken-Weltmeisterschaft
| Saison  | Team           | Rennwagen       | 1   | 2   | 3   | 4   | 5   | 6   | 7   | 8   |
| ------- | -------------- | --------------- | --- | --- | --- | --- | --- | --- | --- | --- |
| 2018/19 | Gulf Racing UK | Porsche 911 RSR | SPA | LEM | SIL | FUJ | SHA | SEB | SPA | LEM |
| 2018/19 | Gulf Racing UK | Porsche 911 RSR | 29  | 40  | 22  |     |     |     |     |     |